# Sellic Spell
Sellic Spell (frase en inglés antiguo que significa "cuento maravilloso" y está tomada del poema Beowulf ) es un breve texto en prosa escrito por el escritor británico J. R. R. Tolkien en un intento creativo de reconstruir el cuento popular subyacente en la narrativa de las primeras dos mil líneas del poema inglés antiguo Beowulf . Entre otras cosas, busca aclarar e integrar una serie de hilos narrativos en el poema anglosajón. El texto resulta ser una variante suelta del tipo de cuento popular de Skilful Companions, en el que cada uno de varios personajes tiene una habilidad valiosa pero específica.  
Este relato maravilloso apareció publicado póstumamente en el libro Beowulf: traducción y comentario (2014), editado por Christopher Tolkien.

## Origen y composición
El editor del texto, Christopher Tolkien, data la composición y revisión del cuento a principios de la década de 1940, según encontró en los manuscritos de su padre. El cuento, de hecho, había sido aceptado para publicación en la década de 1940 por Gwyn Jones, quien ya había publicado La Balada de Aotrou e Itroun para Tolkien en la revista The Welsh Review. Pero cuando esta cerró en 1948, el relato Sellic Spell no pudo ver la luz en casi setenta años.
El título de "Sellic Spell" está sacado de la línea 2109 (1829 en la traducción de Tolkien) del poema Beowulf, cuando el héroe, relatando sus experiencias en Heorot ante Hygelac, describe la actuación de Hrothgar en el banquete que siguió a la derrota de Grendel: hwílum syllíc spell rehte æfter rihte rúmheort cyning ("Oh rey de gran corazón, y después contar algún relato maravilloso, practicado previamente en su momento"). Los términos syllíc y sellic son diferentes formas de la misma palabra. Christopher Tolkien cita una nota mecanografiada que su padre había escrito sobre el tema: "El título viene de la enumeración de los 'tipos' de historias que se recitarían en una celebración".
En una nota descubierta entre sus papeles, J.R.R. Tolkien admite haber escrito este cuento "primero en inglés antiguo". El texto en inglés moderno existe en tres manuscritos (parciales) y dos textos escritos a máquina. Christopher Tolkien publicó la versión a máquina junto con la traducción en inglés antiguo y una discusión de la historia de revisión del cuento en 2014.